# 上弓削漁港

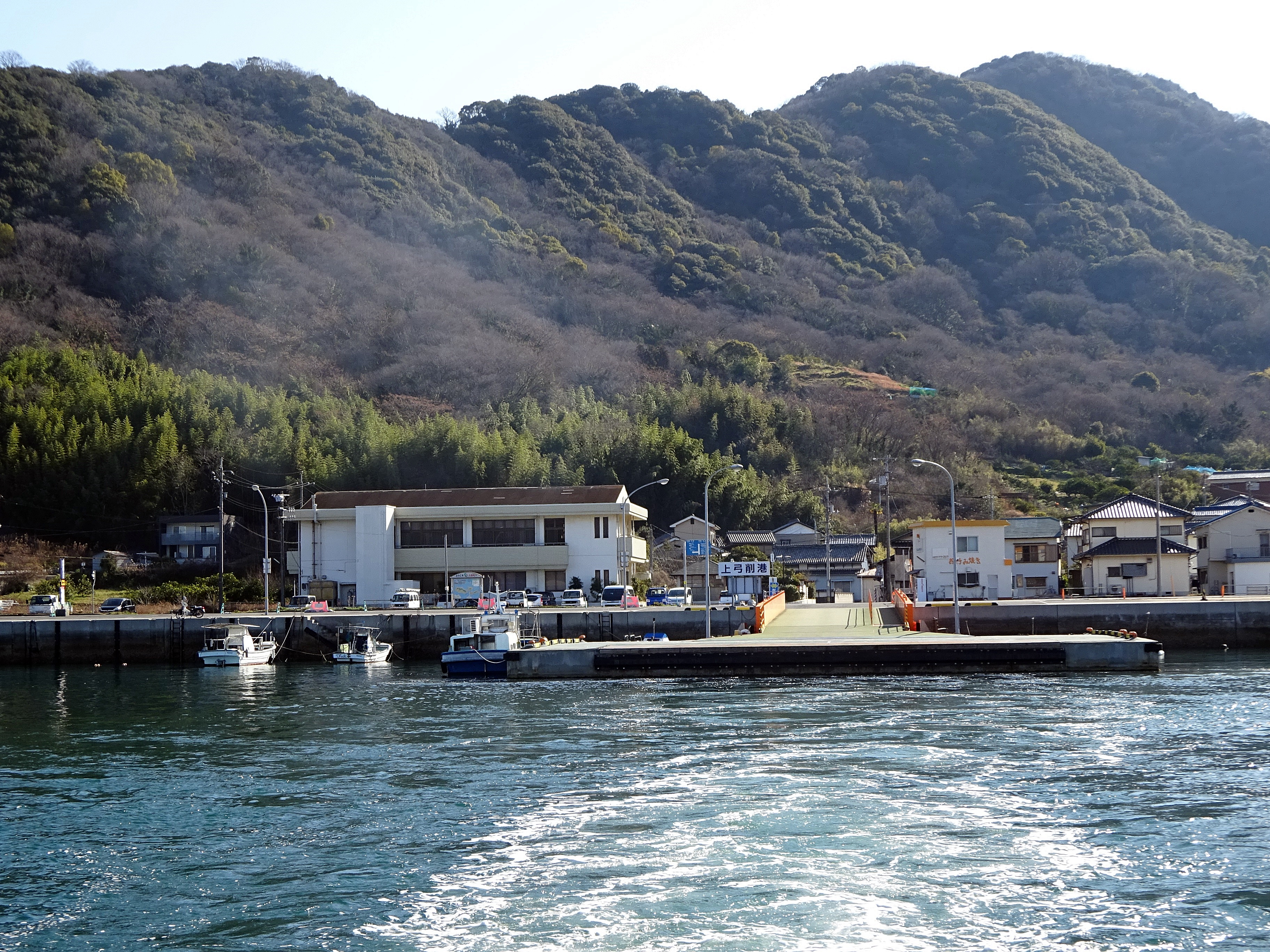
上弓削漁港全景

上弓削漁港（かみゆげぎょこう）は、愛媛県越智郡上島町（弓削島）にある漁港。管理者は上島町。

## 航路
- 家老渡フェリー汽船
  - 上弓削（弓削島）- 家老渡（因島）